# Проституция в Перу
Проституция в Перу является законной и регулируемой. По оценкам ЮНЭЙДС, в стране насчитывается 67 000 проституток.

## Взрослая проституция
Проституция между взрослыми является законной для женщин и мужчин старше 18 лет, если они зарегистрированы в муниципальных органах власти и имеют справку о состоянии здоровья. Бордели должны иметь лицензию. Подавляющее большинство проституток работают в неформальном секторе, где им не хватает защиты здоровья. Отдельные сотрудники полиции терпимо относятся к работе нелицензированных публичных домов.

## Детская проституция
Детская проституция незаконна. Наказания для сутенёров и клиентов несовершеннолетних проституток варьируются от четырех до восьми лет лишения свободы. Детская проституция распространена в стране, особенно в изолированных горнодобывающих сообществах Амазонки в Перу. В амазонском департаменте Мадре-де-Диос незаконная эксплуатация золота резко увеличила вербовку и принуждение подростков к проституции через ложные предложения о работе.
Хотя бедность и неравенство являются важными причинами детской проституции, частью проблемы является также социальное отношение, которое рассматривает секс, в том числе платный секс, между взрослыми мужчинами и девушками-подростками как нормальное явление. Луис Гонсалес-Поляр Зузунада, президент La Restinga (некоммерческой организации из Икитоса, которая работает с детьми из групп риска), сказал о подростковой проституции: «Это не считается преступлением. Люди думают, что это так потенциальный клиент».".
Правительство Перу признает проблему детского секс-туризма, особенно в Икитосе, Мадре-де-Диос и Куско.

## Секс-торговля
Перу - это источник, транзитный пункт и пункт назначения для жертв торговли людьми. Большая часть торговли людьми происходит внутри страны.
Многие жертвы торговли людьми - это женщины и девушки из бедных сельских регионов Амазонки, которых вербуют и принуждают к проституции в городских ночных клубах, барах и публичных домах, часто с помощью ложных предложений работы или обещаний получить образование.
Торговля внутри страны имеет место, в частности, в районах, расположенных в Андах или в джунглях Амазонки, с целью привозить несовершеннолетних девочек в города или районы добычи полезных ископаемых для работы проститутками. Жертвы вербуются друзьями или знакомыми, через рекламу в газетах и Интернете или уличные плакаты, предлагающие работу; некоторых жертв нанимают местные агентства по трудоустройству, которые предлагают бедным молодым женщинам из сельских районов относительно хорошо оплачиваемую «работу в ресторане» в Лиме, Куско, крупных прибрежных городах и за рубежом.
Основными жертвами и группами высокого риска торговли людьми являются дети и молодые женщины из сельских или бедных городских районов, люди, живущие в бедности, инвалиды, жертвы домашнего насилия, неграмотные люди и лица, не имеющие свидетельств о рождении или других документов, удостоверяющих личность.
Перу также является страной назначения для некоторых эквадорских и боливийских женщин, которых продают для коммерческой сексуальной эксплуатации.
Управление Государственного департамента США по мониторингу и борьбе с торговлей людьми оценивает Перу как страну «Уровня 2».